# Sotnîțka Balka, Novoukraiinka
Sotnîțka Balka (în ucraineană Сотницька Балка) este localitatea de reședință a comunei Sotnîțka Balka din raionul Novoukraiinka, regiunea Kirovohrad, Ucraina.

## Demografie
Componența lingvistică a localității Sotnîțka Balka
     Ucraineană (90,91%)
     Rusă (6,82%)
     Română (1,14%)
     Belarusă (1,14%)
Conform recensământului din 2001, majoritatea populației localității Sotnîțka Balka era vorbitoare de ucraineană (90,91%), existând în minoritate și vorbitori de rusă (6,82%), română (1,14%) și belarusă (1,14%).